# Pordenone (pintor)
Giovanni Antonio de' Sacchis (Corticelli, cerca de Pordenone, 1483 - Ferrara, 13 de enero de 1539), más conocido como Il Pordenone por la localidad friulana donde nació, fue un pintor italiano activo durante el Renacimiento, y uno de los más importantes difusores del movimiento manierista en el norte de Italia. Giorgio Vasari lo llama Giovanni Antonio Licinio.

## Biografía

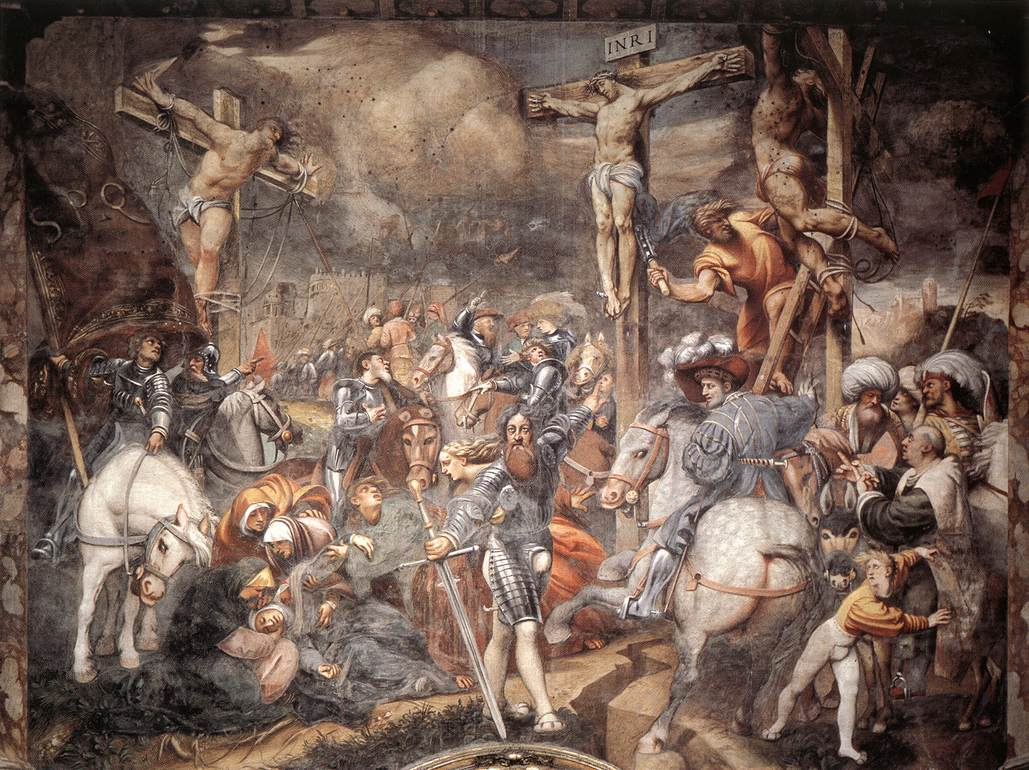
Crucifixión, Duomo de Cremona.

### Orígenes y formación juvenil
Nacido y formado en un ambiente provinciano, apartado de los grandes centros artísticos de su época, sus influencias son variadas. Su primer aprendizaje lo recibió en el taller de Pellegrino da San Daniele. Las primeras obras conocidas son típicas de esta formación de tono quatrocentista. Sin embargo, hacia 1510 su producción comienza a notar el influjo del arte veneciano, que a mediados de esta misma década ya habrá asimilado en gran medida.

### Influencia romana
De Sacchis buscará nuevas fuentes de inspiración para su arte. Hacia 1516-1518 es muy probable una estancia en la Ciudad de los Papas; su obra revela desde entonces un amplio conocimiento de la actividad pictórica que entonces se estaba desarrollando en Roma. Incorporará modelos tomados de Rafael y Miguel Ángel, pero filtrados por el estilo de Sebastiano del Piombo, a quien Pordenone siempre se sintió más cercano. El artista friulano tomó lo que le interesó de la corriente clasicista, pero le imprimió una serie de características que le distanciaran del movimiento. Su pintura es más turbulenta, intenta expresar emociones más violentas buscando efectos grandiosos e ilusionistas. La disciplina compositiva que exigía el naciente manierismo siempre fue ajena al talante del pintor.
En 1520 emprende la decoración al fresco del Duomo de Cremona, con el tema de la Pasión de Cristo. Aquí Pordenone lleva su estilo al extremo, con escenarios llenos de una multitud de figuras en actitudes dramáticas, donde el paisaje prácticamente se ha obviado. La escena más famosa del ciclo, la Crucifixión, es de una teatralidad desbordante.

### Período de madurez. Rivalidad con Tiziano

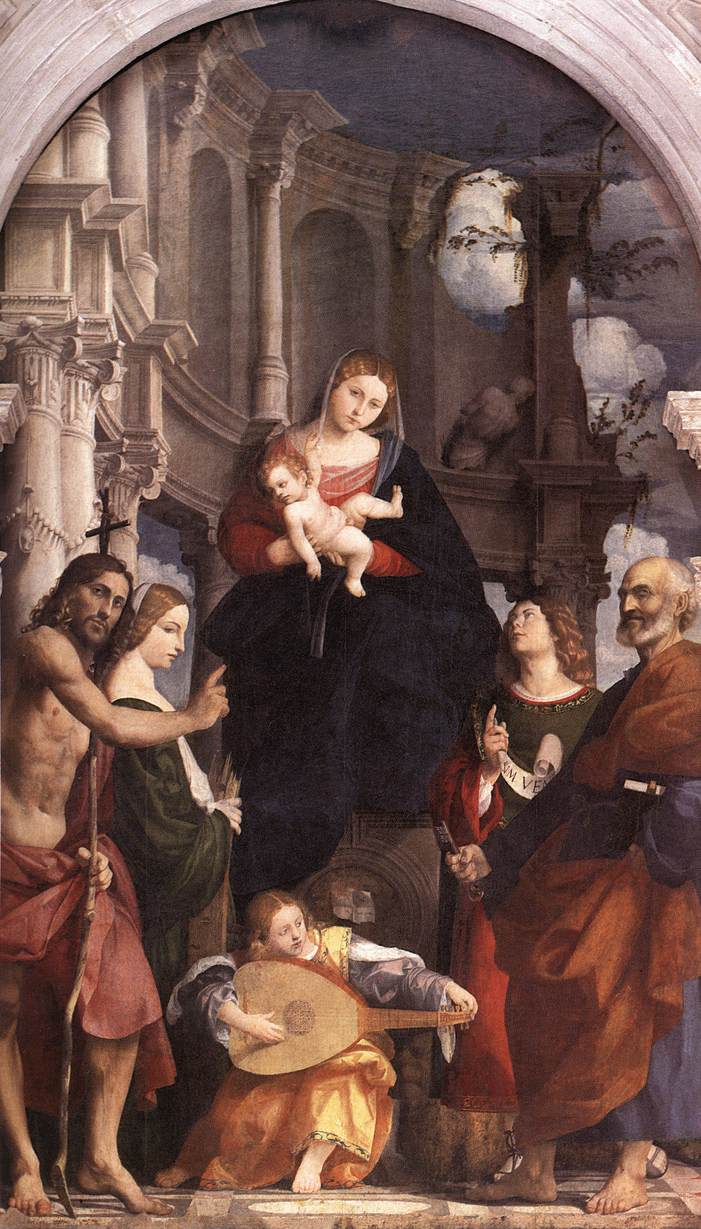
Retablo de Susegana

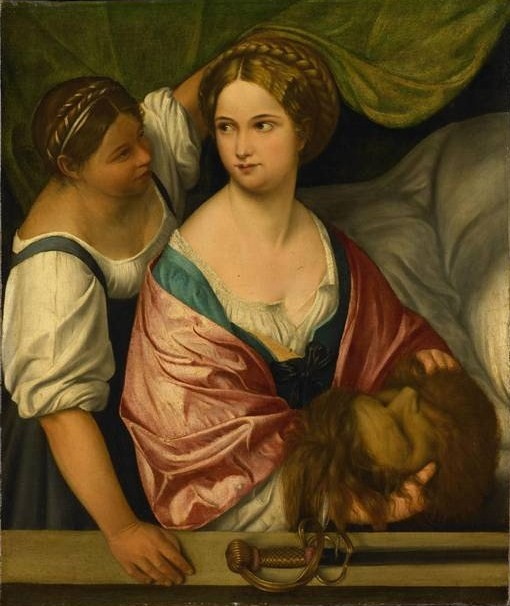
Judith con la cabeza de Holofernes

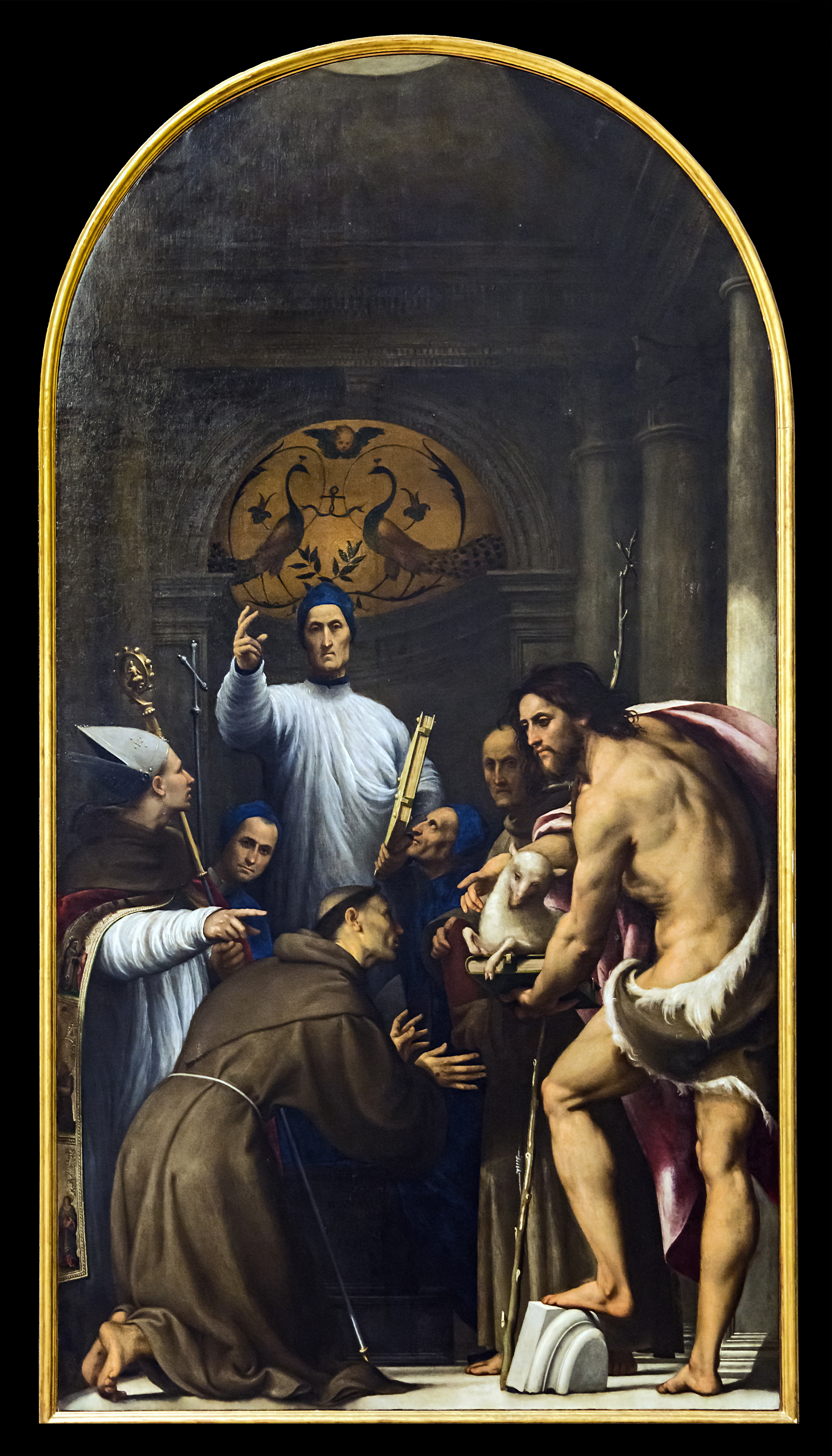
San Lorenzo Giustiniani y otros santos

A partir de 1527 el Pordenone se establece fundamentalmente en Venecia, aunque con repetidas ausencias para realizar diversos trabajos en provincias. En la capital entrará en conflicto con el gran dominador de la escena artística veneciana, Tiziano, con quién mantendrá una rivalidad que a veces llegará a ser agria. De Sacchis consiguió incluso sustituir al de Cadore como pintor oficial de la Serenísima. Realizó numerosas decoraciones al fresco, que por desgracia se han perdido en su mayoría. Este es el caso de los trabajos que realizó en el Palazzo Ducale (1535-1538), destruidos en el incendio de 1577 sin dejar rastro.
El estilo maduro del Pordenone es más elegante, pues se adaptó a los gustos de su clientela veneciana. Sin embargo no renunció a sus virtudes de expresividad e imaginación. Sus viajes por la Emilia le permitieron conocer de primera mano la obra de Giulio Romano en Módena o de Parmigianino en Parma. Su presencia en Roma está documentada en 1531. Hacia 1533 entró en contacto con Perino del Vaga y su trabajo en el Palazzo del Príncipe en Génova. Todas estas influencias se sintetizaron en el estilo de Pordenone a partir de 1535, reforzando la influencia manierista en detrimento de la de la Escuela veneciana.

### Últimos años
En sus últimas obras, la invención y la fuerza características de su estilo se ven menguadas. El compromiso entre el gusto veneciano y la maniera recientemente adquirido parece haber afectado a la calidad de la producción de Pordenone, probablemente a causa de un excesivo alejamiento de sus capacidades innatas. Murió en Ferrara, adonde hacía poco había llegado para realizar los cartones para unos tapices del duque Hércules II. Según Vasari, una gravísima enfermedad del pecho lo mató en tres días.

### Legado
A su muerte no dejará seguidores claros de su estilo, a no ser su yerno Pomponio Amalteo, que será un pálido continuador, de relevancia meramente provincial. Sin embargo, algunos de sus hallazgos serán aprovechados por su gran rival, Tiziano. El vacío dejado por De Sacchis en la escena de la pintura veneciana será llenado en cierta manera por el Tintoretto, el más claramente manierista de los grandes pintores vénetos de la segunda mitad del siglo XVI.

## Obras destacadas
- Retablo de Collalto (1511, Galleria dell'Accademia, Venecia)
- Retablo de Vallenoncello (1513-14, Vallenoncello)
- Virgen de la Misericordia (1515, Duomo de Pordenone)
- San Prosdocimo y San Pedro (1515-1517, North Carolina Museum of Art, Raleigh)
- Retrato de un músico (1515-20, Kunsthistorisches Museum, Viena)
- Frescos de la Capilla Malchiostro (1520, Duomo de Treviso)
  - Dios Padre, destruido.
  - Augusto y la Sibila
  - Epifanía
- Frescos de la Pasión de Cristo (Duomo de Cremona, 1520-1522)
  - Escarnio de Cristo (1520)
  - Camino del Calvario (1520-1521)
  - Crucifixión (1520-1521)
  - Pietà (1522)
- Puertas del órgano del Duomo de Spilimbergo (1523-1524)
  - Caída de Simón Mago
  - Conversión de San Pablo
  - Asunción de la Virgen
- Virgen entronizada con el Niño y santos (1525, Susegana)
- Frescos de la semicúpula y el coro de San Rocco (1528-29, Venecia)
  - Cristo en la fuente de Betseda
  - San Martín y San Cristóbal
- Frescos de la Capilla Pallavicini (1529-1530, Santissima Annunziata, Cortemaggiore)
  - Inmaculada Concepción
  - Deposición
- Frescos de la Capilla de Santa Catalina, Santa María de Campagna (1531-1536, Piacenza)
  - Santa Catalina disputando con los filósofos paganos
  - Tortura de Santa Catalina
  - Martirio de Santa Catalina
  - Profetas
  - Evangelistas
  - Nacimiento de la Virgen
  - Huida de Egipto
  - Adoración de los Reyes Magos
  - Adoración de los Pastores
  - San Agustín
- Frescos del claustro de San Stefano (1532-1535, Venecia)
- Cristo y María Magdalena (1532, Galleria Franchetti, Ca' d'Oro, Venecia), fresco.
- San Lorenzo Giustiniani y otros santos (1532, Galleria dell'Accademia, Venecia)
- Milón de Crotona atacado por las fieras salvajes (1534-1536, The David and Alfred Smart Gallery, Chicago)
- Psique y Cupido (Colección casa de Alba, Madrid)
- Frescos de la fachada del Palazzo Martino d'Anna (1535, Venecia), destruidos.
- Frescos de la Scuola di San Francesco (1535, Venecia)
- San Sebastián, San Roque y Santa Catalina (1535, San Giovanni Elemosinario, Venecia)
- Frescos del Palazzo Ducale (1535-38, Venecia), destruidos en 1577.
- Anunciación (1537, Santa Maria degli Angeli, Murano)
- Judith con la cabeza de Holofernes (1539, Rijksmuseum, Ámsterdam)